# Église Saint-Baudile de Tornac
L'église Saint-Baudile de Tornac est une église romane située à Tornac dans le département français du Gard en région Occitanie.

## Localisation
L'église se situe à 700 m au sud-ouest du village de Tornac.
Elle se dresse dans un décor de vignes et de cyprès, en vue des ruines de l'abbaye de Tornac.

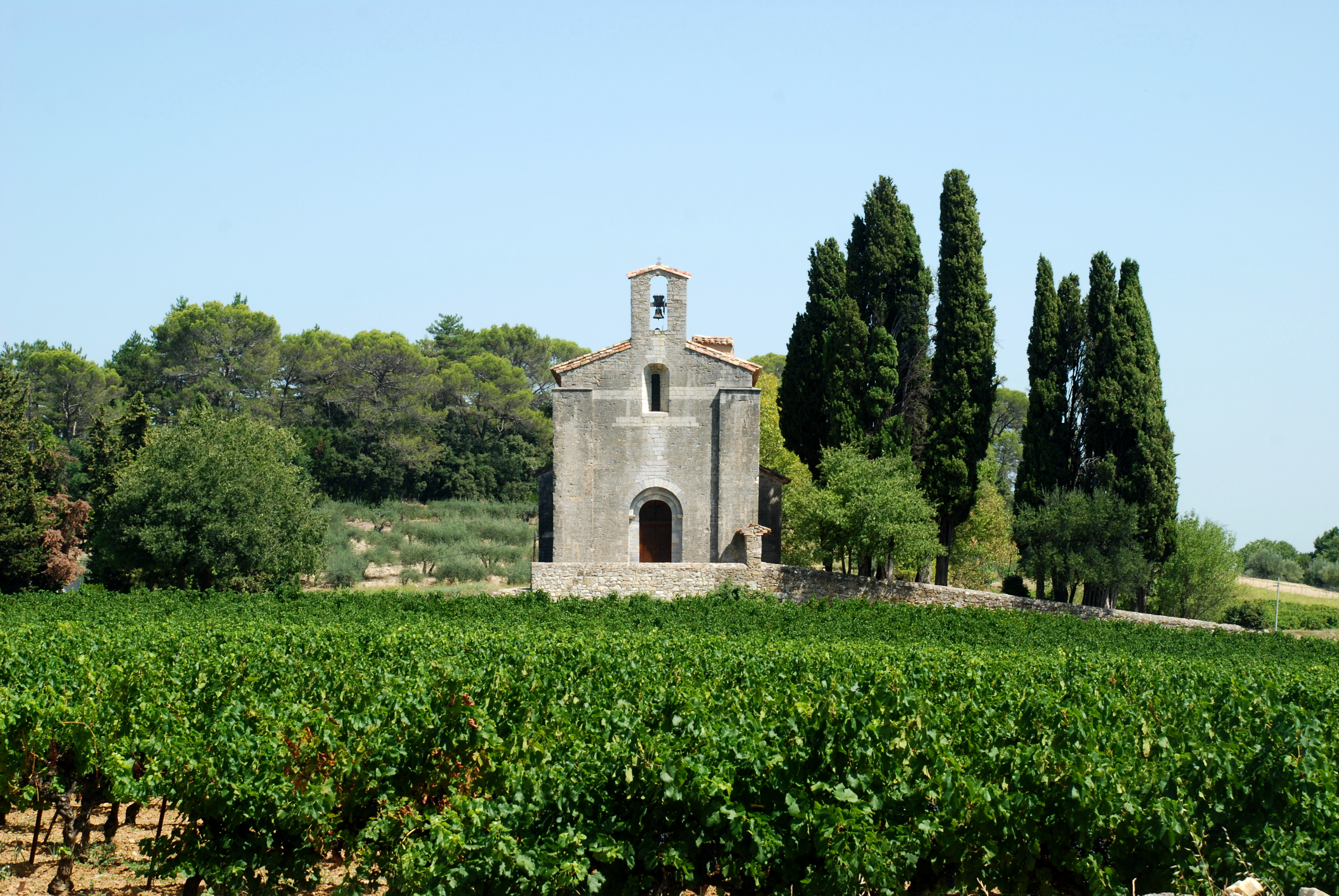
L'église dans son décor de vignes et de cyprès.

## Historique

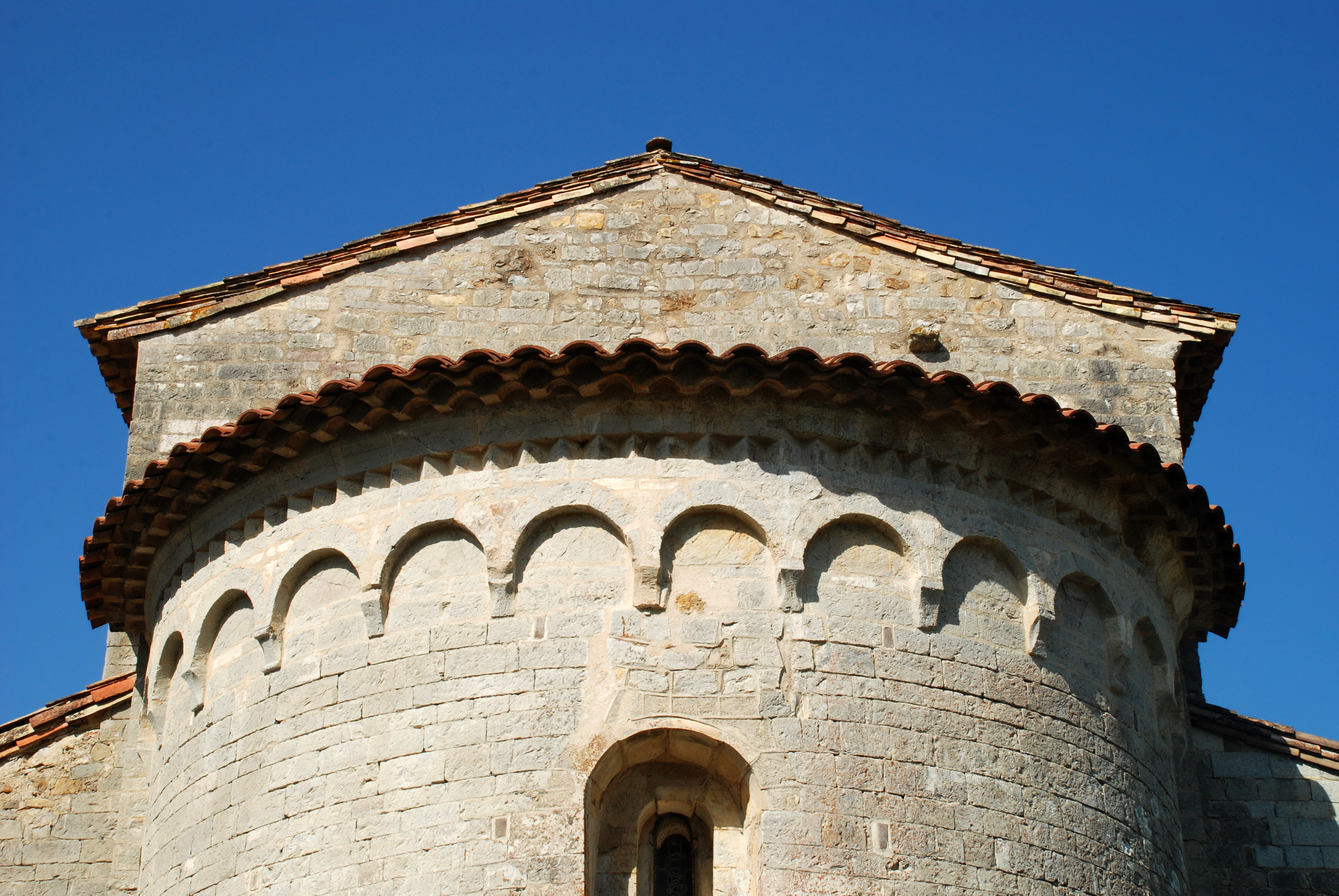
Arcatures du chevet.

### Origines
Un monastère placé sous le vocable de saint Étienne existe à Tornac depuis le IXe siècle : il est mentionné sous les noms de Tornagus en 814 et de Cellula Tornagus Sancti-Stephani en 817.
Au Xe siècle, le nom évolue en Tornacus (922). 

### Église romane
L'église de Tornac est édifiée en style roman au XIIe siècle par des moines chassés de leur monastère nîmois et qui avaient trouvé refuge au monastère de Tornac.
Le monastère apparaît alors aux XIIe et XIIIe siècles sous de nombreux noms dans les sources anciennes : Abbatia Tornacensis  (1150), Prior de Tornaco (1152), Tornacense monasterium (cartulaire de la cathédrale de Nîmes en 1156), Al monestier de Tornac (1174), Monasterium de Tornaco (1269).
La première mention de la paroisse apparaît en 1345 dans le cartulaire de la seigneurie d'Alais : Parrochia de Tornaco. Elle apparaît ensuite en 1437 sous le nom de Parrochia Sancti Baudilii de Tornaco  : alors que le monastère lui-même était placé sous le vocable de saint Étienne, le patron de la paroisse était donc saint Baudile, évangélisateur de Nîmes et martyr du IIIe siècle.
La communauté de Tornac faisait partie de la viguerie d'Anduze et du diocèse de Nîmes, avant de faire partie du diocèse d'Alais.
Au XVIe siècle, devenue un simple prieuré conventuel de l'ordre de Cluny, elle prend le double vocable de Saint-Étienne-et-Saint-Sauveur : Saint-Sauveur et Saint-Étienne de Tornac (1579).
L'église a connu de nombreuses vicissitudes au cours des siècles : elle a en effet été détruite au XVIe siècle, reconstruite au XVIIe siècle et brûlée en 1702.

## Statut patrimonial
L'église fait l'objet d'un classement au titre des monuments historiques depuis le 8 juillet 1911.
En 1984, une association de sauvegarde du patrimoine entama des travaux de restauration : ces travaux ont été menés à bien sous la direction des Monuments Historiques jusqu'en 1994.

## Architecture

### Structure
L'église est un édifice à nef unique et à chevet semi-circulaire.
Elle adopte un plan en forme de croix latine grâce à la présence de deux petites chapelles qui font office de transept. Extérieurement, ces chapelles font saillie à hauteur de la travée de chœur et du début de la nef.

### Architecture extérieure

#### Maçonneries
L'église est édifiée en pierre de taille assemblée en moyen appareil et est recouverte de tuiles.
La maçonnerie présente des traces d'opus monspeliensis (appareil alterné de Montpellier), comme par exemple au niveau du chevet.
On distingue également des traces de réfection, reconnaissables à la couleur blanche des pierres.

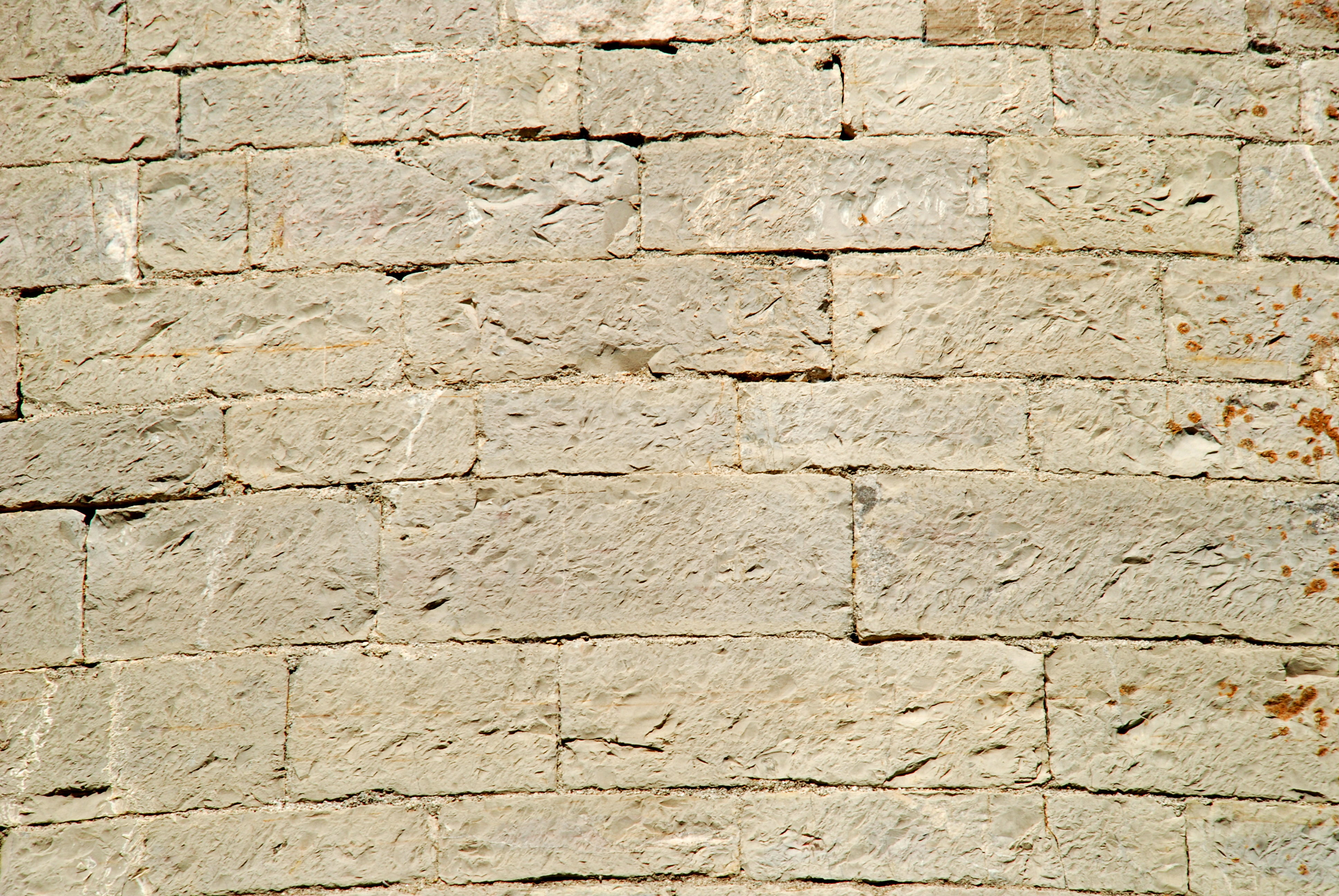
Appareil alterné (opus monspeliensis) du chevet.
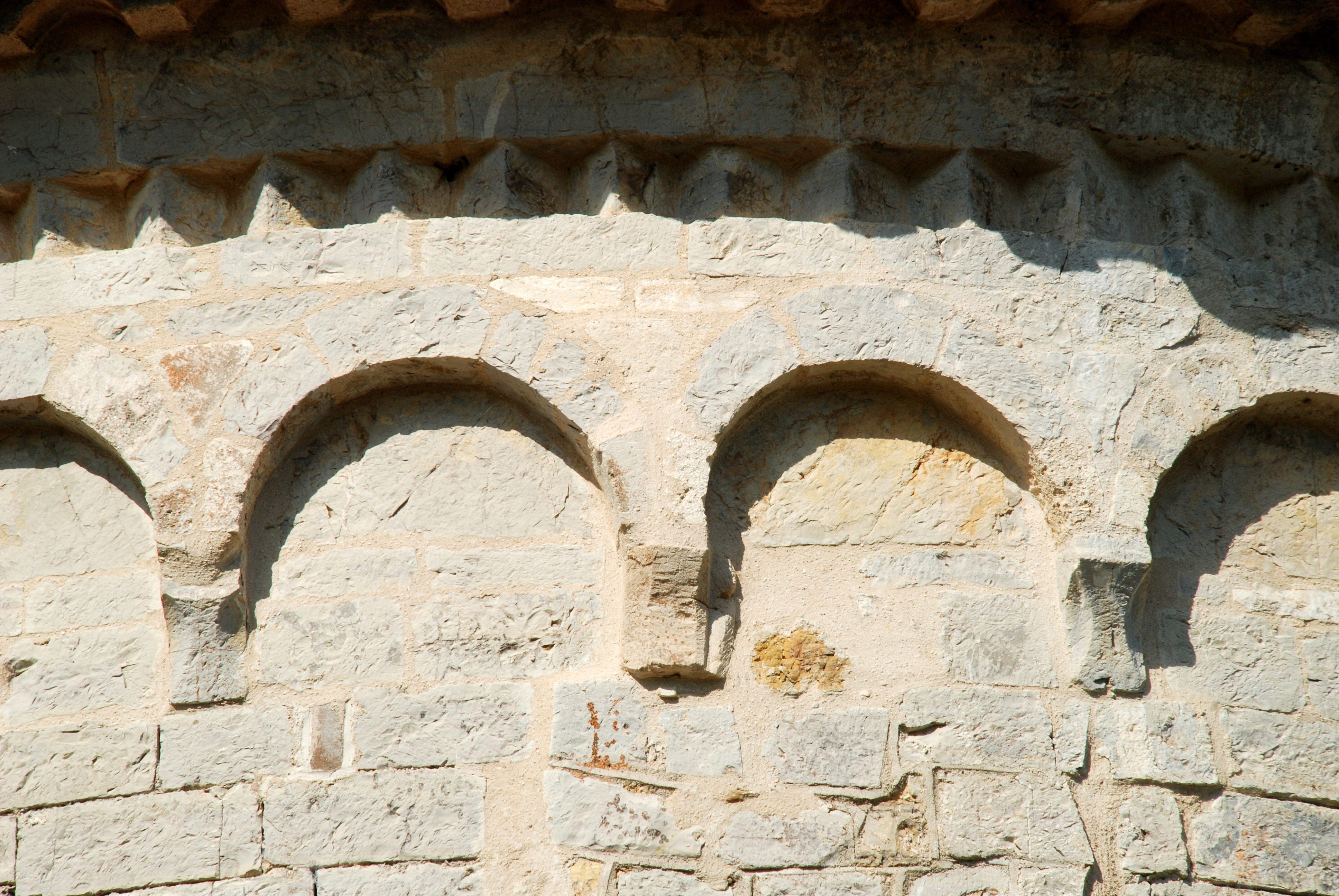
Arcatures et frise de dents d'engrenage du chevet.

#### Le chevet
L'église possède un beau chevet semi-circulaire édifié en pierre de taille sur un soubassement en moellon.
Ce chevet est orné d'arcatures reposant sur des modillons géométriques, ainsi que d'une frise de dents d'engrenage.
Il est percé d'une fenêtre absidiale axiale, à double ébrasement, et d'une fenêtre orientée au sud, à simple ébrasement. Au nord, par contre, le chevet ne présente aucune ouverture.

Le chevet
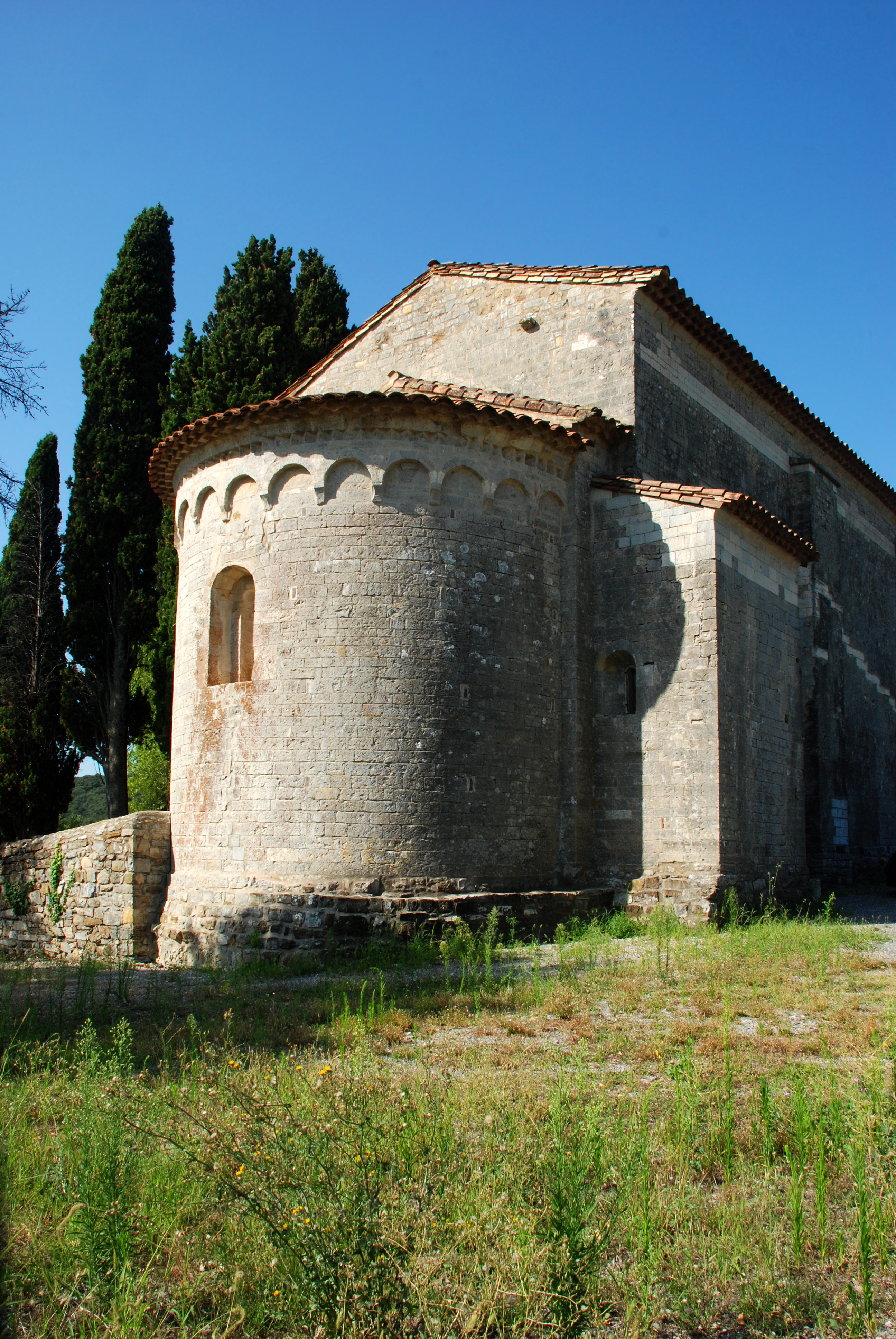
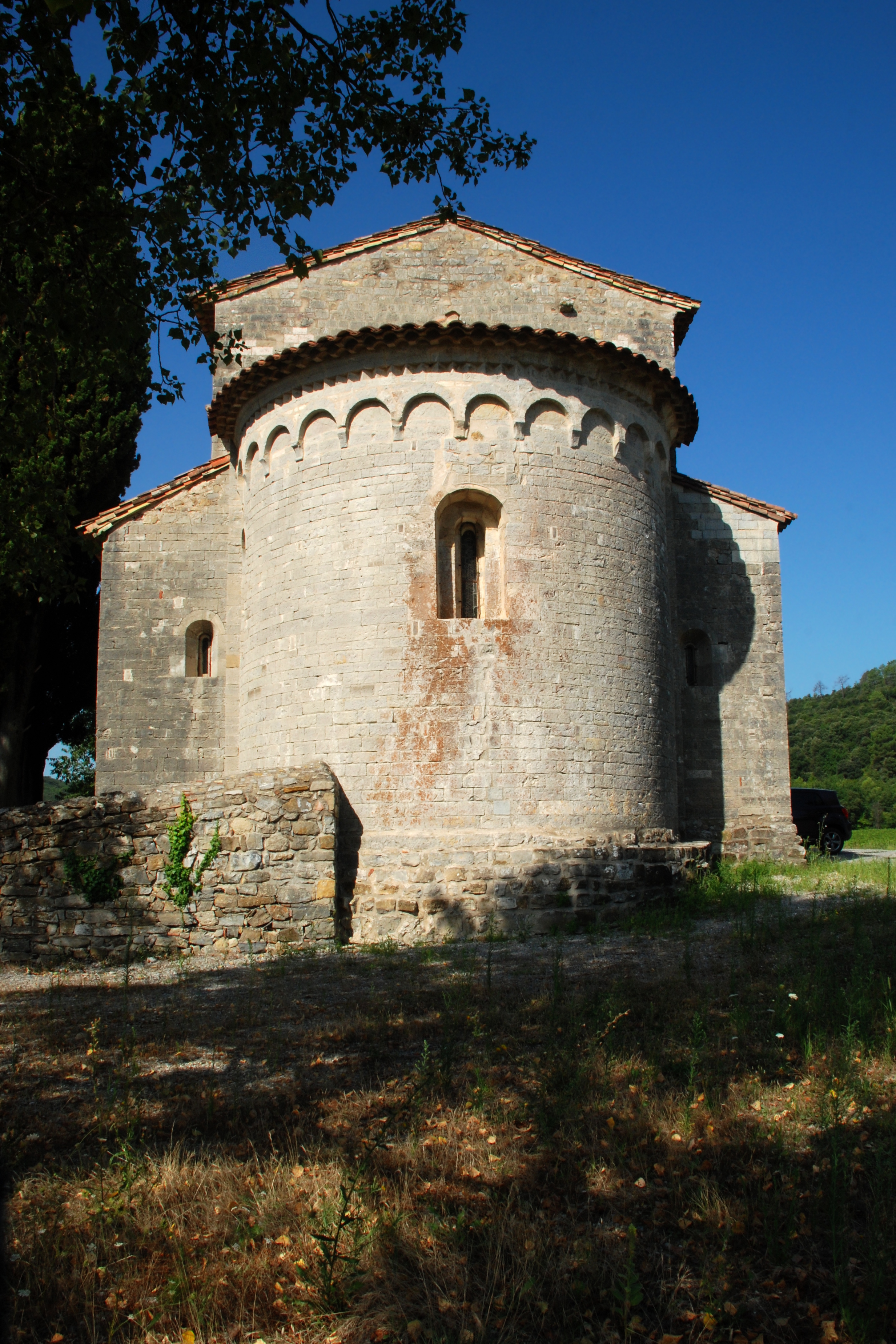
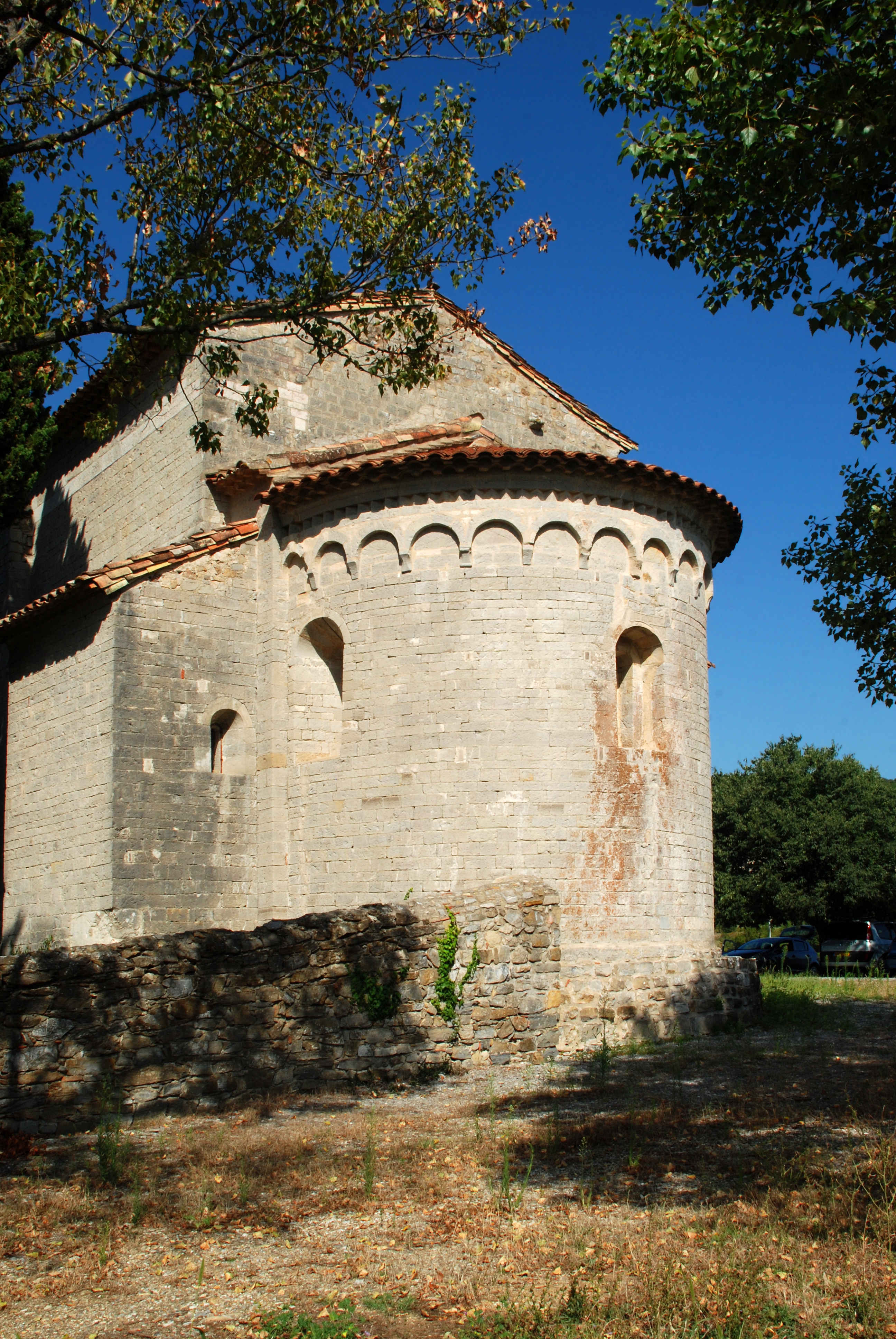

#### La façade occidentale
La façade occidentale est soutenue par deux puissants contreforts.
Elle possède une porte en plein cintre à double ébrasement, dont l'arc interne présente des claveaux de couleur alternée et est orné d'un arc torique.
Le pignon est percé d'une baie cintrée à simple ébrasement et est surmonté d'un clocheton à baie campanaire unique.

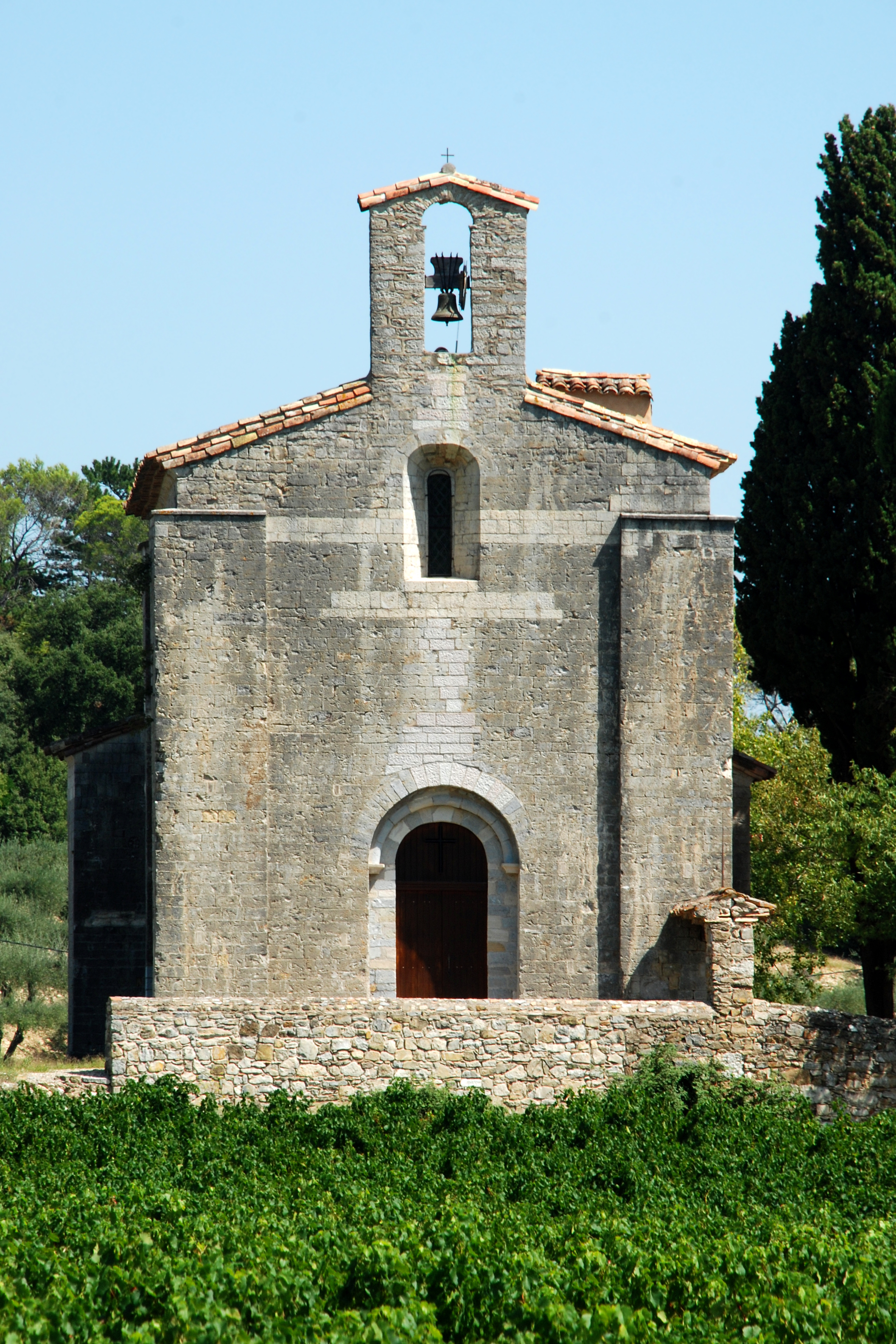
La façade occidentale.
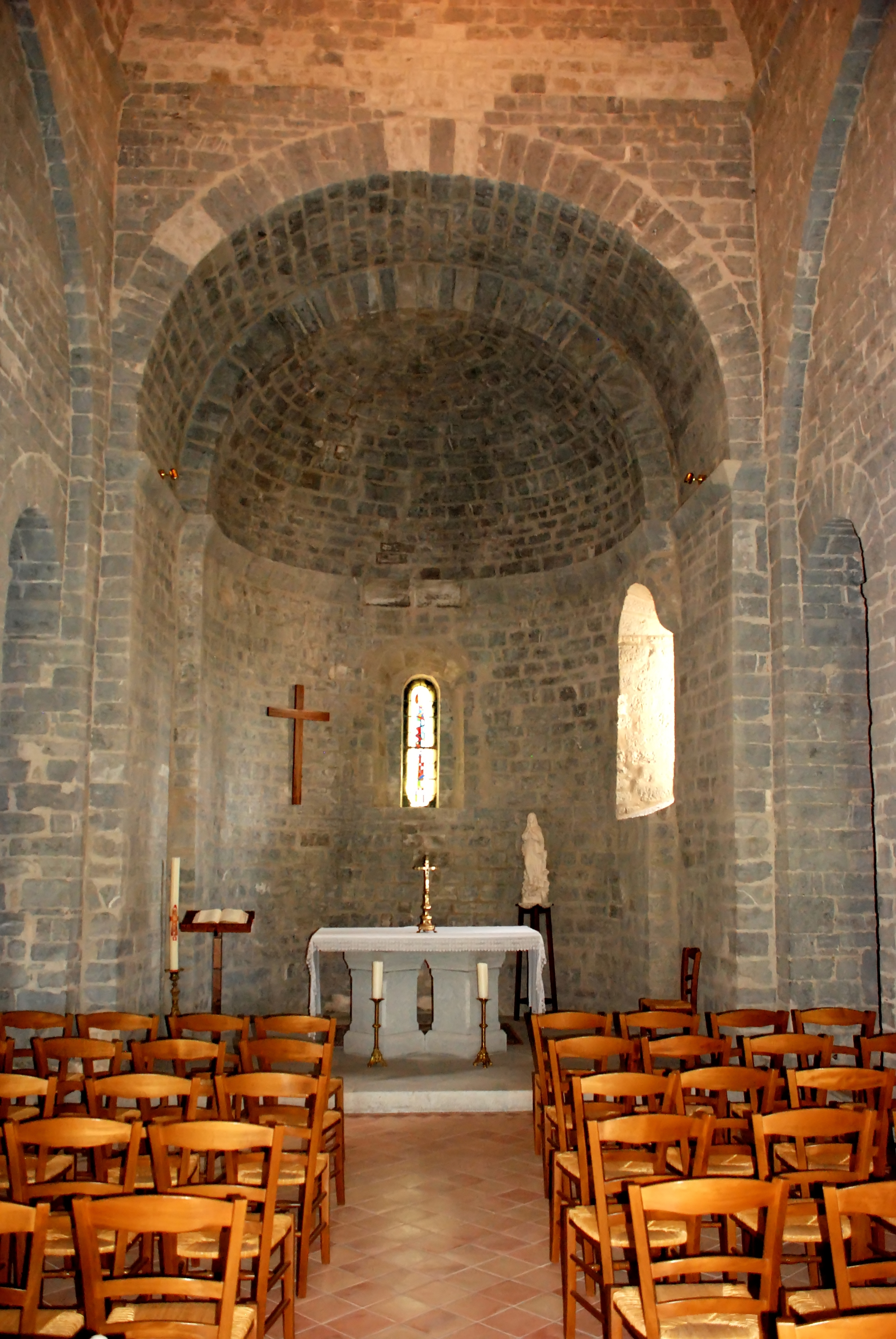
Le chœur.
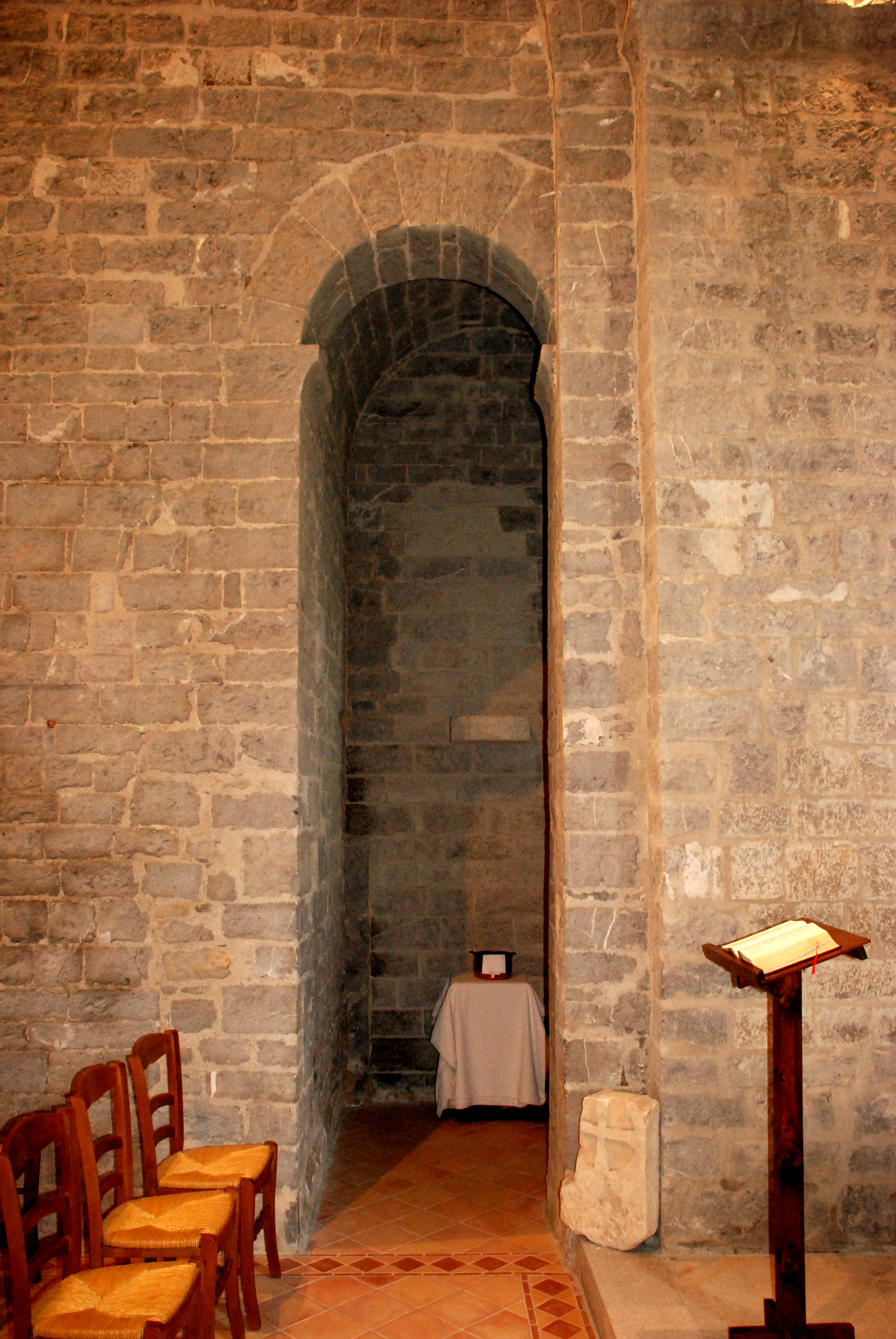
Accès à la chapelle nord.

### Architecture intérieure
L'abside, percée de deux fenêtres seulement comme dit plus haut, est couverte d'une voûte en cul-de-four.
Elle est précédée d'une courte travée de chœur.
La nef est recouverte d'une voûte en berceau légèrement brisé.
Ses murs latéraux sont rythmés par de hauts pilastres reliés entre eux par de grands arcs de décharge.
À l'extrémité est de la nef, près de la travée de chœur, les murs de la nef sont percés de part et d'autre d'un passage haut et étroit donnant accès aux petites chapelles latérales.